# Inside of Emptiness
Inside Of Emptiness är det fjärde albumet på John's sex skivor på sex månader-serie. Det släpptes i oktober 2004.
Josh Klinghoffer och Omar Rodriguez-Lopez är gästartister på denna skiva.

## Låtlista
Alla låtar är skrivna av John Frusciante.
1. "What I Saw" - 4:00
2. "The World's Edge" - 2:34
3. "Inside A Break" - 3:07
4. "A Firm Kick" - 4:33
5. "Look On" - 6:10
6. "Emptiness" - 3:34
7. "I'm Around" - 3:49
8. "666" - 4:53
9. "Interior Two" - 2:27
10. "Scratches" - 4:19